# Trøllabundin
Pour la chanteuse, dont le prénom sert de pseudonyme après 2007, voir Eivør Pálsdóttir.
Albums de Eivør Pálsdóttir
Eivør
(2004) Mannabarn (2007)
Human Child (v. en)
Trøllabundin est le quatrième album studio de la chanteuse féroïenne Eivør Pálsdóttir. Il est sorti en 2005, pour le 40e anniversaire du DR Big Band (en), l'orchestre de jazz de la Radio danoise, qui accompagne Eivør sur cet album. Toutes les chansons, composées par Eivør et déjà parues sur ses précédents enregistrements, ont été pour cette occasion réorchestrées en version jazz.

## Liste des titres
| No  | Titre                   | Durée |
| --- | ----------------------- | ----- |
| 1.  | Nú brennur tú í mær     | 6:20  |
| 2.  | Rosufarið               | 6:22  |
| 3.  | Om jag vågar            | 6:57  |
| 4.  | Prelude to Endurfødd    | 1:22  |
| 5.  | Endurfødd               | 4:56  |
| 6.  | Mín móðir               | 8:28  |
| 7.  | Lær meg Guð at liva     | 8:58  |
| 8.  | Jeg vil mig Herren love | 8:01  |
| 9.  | Prelude to Trøllabundin | 3:03  |
| 10. | Trøllabundin            | 3:00  |
| 11. | Prelude to Fågeln       | 0:39  |
| 12. | Fågeln                  | 4:21  |
| 13. | Må solen alltid skina   | 5:48  |